# Vaart (scheepvaart)

v = eigen vaart
v = vaart door het water
v_{gr} = vaart over de grond
v'_{x} = vaart over de voorsteven
v_{d} = toegevoegde vaart door de wind
v_{st} = gemiddelde stroomsnelheid van het omringende water

Vaart is de snelheid van een schip. Daarbij kan onderscheid gemaakt worden tussen de eigen vaart v, de vaart door het water v', de vaart over de grond vgr en componenten daarvan. Zo is de vaart over de voorsteven v'x de langsscheepse component van de vaart door het water. Vaart wordt doorgaans uitgedrukt in knopen (kt).
De vaart door het water is de resultante van de eigen vaart en de drift die door de wind wordt veroorzaakt. Het schip verlijert daardoor en gaat niet volgens de voorliggende koersrichting, de ware koers WK, maar volgens de behouden ware koers BWK door het water.
De vaart over de grond is de resultante van de vaart door het water en de stroomsnelheid van het omringende water. De resulterende koers is de grondkoers GrK. 
Met een log wordt de vaart gemeten. Welke vaart precies wordt gemeten, is afhankelijk van het type log. De vaart door het water kan worden geijkt door gissen buitenboord of het varen van een gemeten afstand.